# A Very Murray Christmas
A Very Murray Christmas este un film de Crăciun american din 2015 regizat de Sofia Coppola și scris de  Coppola, Bill Murray și Mitch Glazer. Rolurile principale au fost interpretate de actorii Bill Murray, George Clooney, Paul Shaffer, Amy Poehler și Julie White. Premiera este programată la 4 decembrie 2015 în Statele Unite. Este produs de studiourile  American Zoetrope și distribuit de Netflix.

## Prezentare
Murray (în rolul său) se îngrijorează că nimeni nu va apărea la emisiunea sa de televiziune din cauza unei viscol masiv în New York NYC care blochează întregul oraș. Prin noroc și perseverență, oaspeții ajung în cele din urmă la hotelul Carlyle ca să-l ajute - dansând și cântând în spiritul sărbătorilor de iarnă.

## Distribuție
- Bill Murray în rolul său[2]
- George Clooney în rolul său[2]
- Miley Cyrus în rolul său[2]
- Paul Shaffer în rolul său[2]
- Amy Poehler în rolul său[2]
- Julie White în rolul său[2]
- Dimitri Dimitrov în rolul său[2]
- Michael Cera în rolul său[2]
- Chris Rock în rolul său[2]
- David Johansen în rolul său[2]
- Maya Rudolph în rolul său[2]
- Jason Schwartzman în rolul său[2]
- Jenny Lewis în rolul său[2]
- Rashida Jones în rolul său[2]

În film apar și membrii formației Phoenix.

## Cântece
- "The Christmas Blues" - Bill Murray
- "Let It Snow, Let It Snow, Let It Snow" - Murray, Amy Poehler și Julie White
- "Jingle Bells" - Murray
- "Do You Hear What I Hear?" - Murray și Chris Rock
- "Baby, It's Cold Outside" - Jenny Lewis și Murray
- "The Twelve Days of Christmas" - Dmitri Dmitrov
- "O Tannenbaum" - David Johansen
- "Good King Wenceslas" - Lewis
- "Alone on Christmas Day" -Phoenix, Jason Schwartzman, Murray și Johansen
- "Christmas (Baby Please Come Home)" - Maya Rudolph
- "I Saw the Light" - Schwartzman, Rashida Jones, Rudolph, Johansen și  Murray
- "Fairytale of New York" - Distribuția filmului
- "Sleigh Ride" - Murray și Miley Cyrus
- "Silent Night" - Cyrus
- "Santa Claus Wants Some Lovin'" - Murray și George Clooney
- "Let It Snow, Let It Snow, Let It Snow" (reprise) - Murray, Cyrus și Clooney
- "We Wish You a Merry Christmas" - Murray

## Producție
În octombrie 2014, filmul a fost anunțat ca un special de Crăciun cu Bill Murray în rolul principal și cu Sofia Coppola ca regizor și scenarist.
În mai 2015, filmul a fost preluat de către Netflix și  distribuția filmului a fost  aleasă ca un omagiu adus spectacolelor clasice de varietăți; de asemenea s-a anunțat că scenariul ar fi scris de Bill Murray, Mitch Glazer și Sofia Coppola și filmul regizat de Coppola. Producători executivi vor fi Coppola, Glazer,  Roman Coppola și Tony Hernandez. 